# Девети върховен състав на Народния съд
Деветият състав на Народния съд в София е проведен с цел да осъди съдии и прокурори при областните военно-полеви съдилища в страната, обвинени за конкретни съдебни дела, чиновници и разузнавачи от отделение „А“ на Държавна сигурност към Дирекция на полицията и така наречените предатели, т.е. доброволни сътрудници на полицията и/или доносници.
На 24 ноември 1944 г. Трайчо Костов изпраща радиограма на Георги Димитров в Москва във връзка с този процес: „В съветските кръгове считат (става дума за тези, намиращи се в София – б.авт.), че би било неудобно, ако Народният съд ще съди съдиите по процеса на парашутистите, тъй като в него се преплитат имената на Коминтерна и твоето. Тези съдии могат да бъдат съдени по други процеси“. Трайчо Костов има предвид, че по време на следствието и процеса (1942 г.) срещу парашутистите и подводничарите, които са изпращани в България за бойни и саботажни действия, от обвиняемите са направени признания, разкриващи ролята на Москва и Георги Димитров – роля, прикривана от СССР и тогава, и по времето на т. нар. Народен съд, тъй като съветските действия са нарушаване на неутралитета между двете държави.
Георги Петров, главният „народен“ обвинител, се среща с председателя на Деветия върховен състав Борис Лозанов и с други съдии и е разтревожен, че те не можели да намерят „база за една строга присъда“. Дори Магдалина Баръмова, сестра на Георги Димитров, му заявила направо, че „не може да подпише присъда против съдиите с наказание повече от 5 години“. Георги Петров съобщава тези настроения на министъра на правосъдието Минчо Нейчев и тогава председателя на Деветия състав Лозанов е извикан в министерството и е инструктиран да постанови 12 смъртни присъди. По-късно Георги Петров говори за неприятната изненада, когато чува присъдата и „не само че нямаше смъртни присъди, но пускаше на свобода 3/4 от подсъдимите съдии и прокурори, а се осъждаха само група полицаи“. Описва действията си: „Веднага след заседанието извиках насаме другаря Борис Лозанов и му заявих открито, че това е най-пораженската присъда, която може да се помисли, и че Партията непременно ще подири от него отговорности за това напълно неоправдано пораженство“.

## Състав

### Председател
- Борис Лозанов

### Членове
- Иван Георгиев
- Илия Бенчев
- Софроний Ставрев
- Магдалина Баръмова
- Неделчо Бранев

### Народни обвинители
- Борис Димитров
- Васил Ахтаподов
- Тодор Татаров

## Подсъдими
Общият брой на лицата, които получават обвинителни актове са 232 души.
| - Александър Давидков Димитров - д-р Александър Петров Петров - капитан Ангел Минков Балевски - майор Ангел Недев Керков - Ангел Георгиев Матеев - Ангел Цветков Стойков - Асен Александров Воденичаров - генерал Асен Стоев Каров - Асен Георгиев Сапунджиев - Атанас Стоилов Добрев - полковник Атанас Атанасов Пантев - Благой п.Костов - Богдан Георгиев Богданов - капитан Богомил Иванов Вакъвчиев - Божидар Григоров Димитров - Бончо Манчев Буровски - Бончо Тодоров Межандов - Борис Петков Бочов - Борис Николов Гетов - Борис Георгиев Денев - Борис Парашкевов Калинов - полковник Борис Димитров Маринов - Борис Милац - Борис Петров Такев - Борис Димитров Пешев - Борис Василев Спасов - капитан Борис Гаврилов Старирадев - Борис Петрунов Стоянов - капитан Борис Симеонов Табаков - Борис М. Червенков - Борислав Згуров - Борислав Александров Манчев - Борислав Николов Милев - подполковник Боян Тодоров Азманов - Васил Ангелов Димитров - Васил Георгиев Василев - Васил Кръстев Ватев - Васил Истилиянов Йовков - Васил Василев Николов - Васил Петров Иванов - Васил Христов Ценков - Вато Тончев Илиев - Величко Диков Иванов - капитан Венелин Тодоров Янев - поручик Венечко Петев Колев - Владимир Николов Аврамов - поручик Владимир Михайлов Андреев - Владимир Александров Георгиев - Владимир Иванов Ковачев - капитан Владимир Димитров Мавродиев - капитан д-р Владимир Николов Мандиков - полковник Владимир Николов Николов - Вълчо Василев Цолов - Генади Петров Денков - Гено Лилов Петров - Георги Данаилов Билев - Георги Димитров Давидков - Георги Танев Куков - Георги Николов Панайотов - поручик Георги Маринов Пеев - Георги Божилов Христов - Господин Райчев Господинов - Григор Йорданов Стоилов - Деян Велев Деянов - Димитър Иванов Аврамов - Димитър Драголов Басмаджиев - поручик Димитър Илиев Бояджиев - Димитър Емануилов Димитров - Димитър Дончев х.Георгиев - Димитър Периклев Дудев - Димитър Георгиев Ковачев - Димитър Димитров Лазаров - Димитър Ценов Мончев - майор Димитър Георгиев Николов - поручик Димитър Нейчев Попов - Димитър Стефанов Семов - майор Димитър Владимиров Турмаков - Димитър Велчев Тънгаров - подполковник Димитър Атанасов Тюлев - Димитър Цолов Димитров - Димитър Дончев Чобанов - поручик Добри Добрев Ганчев - поручик Драгой Ненков х.Иванов - поручик Драгомир Петров Сахатчиев - Дружелюб Димитров Райнов - Захари Николов Димитров - подполковник Иван Тодоров Божилов - Иван Яначков Божилов - Иван Кирилов Вешев - подполковник Иван Иванов Гологанов - Иван Христов Джамбазов - Иван Николов Димитров - полковник Иван Борисов Добрев - Иван Русев Желев - Иван Велков Зеленогоров - Иван Александров Иванчев - Иван Зафиров Йончев - капитан Иван Атанасов Костойчинов - поручик Иван Атанасов Кулов - Иван Йорданов Палазов - Иван Николов Тасев - Иван Петров Терзиев - поручик Иван Тодоров Попов - Иван Иванов Турчанов - полковник Игнат Тодоров Младенов - Илия Иванов Андреев - подполковник Илия Костов Ватов - полковник Илия Михайлов Николов - Илия Николов Иванов (Лягата) - подполковник Илия Величков Рачев - Йордан Ангелов Кирков - капитан Йосиф Николов Марков - Йото Илчев Давидов - капитан Калистър Костов Хамамджиев - подполковник Кирил Георгиев Киров - Кирил Стоянов Деспотов | - Кирил Андонов Митов - Кирил Петров Преславски - майор Кирил Иванов Радков - Кирил Стефанов Йорданов - Кирил Христов Иванов - майор Константин Николов Ванев - поручик Константин Христов Василев - Константин Маринов Върбин - капитан Константин Донев Михайлов - Константин Христов Мутафчиев - капитан Константин (Коце) Николов Петров - Константин Петров Русев - Константин Георгиев Чакъров - инженер Коста Николов Атков - Коста Петров Георгиев - Коста Георгиев Петрунов - Кръстан Митев Рангелов - Кръстю Иванов Костов - Любен Тодоров Димитров - Любен Василев Иванов - поручик Любен Недялков Маринов - Любомир Гочев Абаджиев - Любомир Ангелов Тодоров - Любомир Христов Христакиев - Манол Костадинов Манов - Маню Генков Василев - Марин Иванов Дилчев - Марин Стоянов Михайлов - Марин Томов Попов - Методи Константинов Бозов - Методи Йорданов Васев - Методи Василев Стопански - капитан Методи Христов Елкин - Милан Червенков - Милко Божилов Ангелов - капитан Минчо Илиев Ковачев - Михал Димитров Ангелов - Наню Кръстев Нанев - Неделчо Стоянов Печев - Недялко Андреев Ненов - Никола Антонов Николов - Никола Иванов Галев - Никола Христов Гешев - Никола Пантев Докузов - Никола Иванов Бамбуков - Никола Калканджиев - капитан Никола Георгиев Кирков - капитан Никола Христов Марков - Никола Боянов Новков - подполковник Никола Георгиев Попов - Никола Михайлов Свинаров - Никола Тодоров Славчов - Никола Тодоров Станков - Никола Георгиев Стоилов - Николай Михайлов Шулеков - капитан Николай Яков Георгиев - Павел Тодоров Георгиев - Парашкев Енчев Кацаров - Пенчо Стефанов Дечев - Петър Иванов Ангелов - Петър Христов Ангелов - Петър Велков Калчев - Петър Георгиев Михайлов - Петър Диманов Илчев - Петър Тимев Долашки - полковник Петър Петров Златарев - Петър Иванов Амзел - Петър Стефанов Недевски - поручик Петър Паскалев Драганов - Петър Петков Илиев - Петър Петров Радивоев - Пешо Христов Пешев - Първан Стоянов Масин - Ради Лука Юруков - Рангел Димитров Маринов - капитан Светослав Станчев Найденов - Симеон Христов Пенчев - Станимир Филипов Петров - Станиш Илиев Станишев - Станко Милоев Станков - Стефан Йорданов Сантурджиев - полковник Стефан Христов Миразчийски - Стефан Стайков Немски - майор Стефан Димитров Попов - капитан Стефан Рафаилов Попов - Стефан Велинов Стоянов - Стефан Ненчев Стрелков - Стойне Панчев Китанов - Стоян Андонов Златков - Стоян Драгомиров Стоянов - Стоян Андреев Печев - Тодор Георгиев Тодоров - Тодор Иванов Илиев - Тодор Петров Калканджиев - поручик Тодор Атанасов Кръстев - поручик Тодор Вунов Найденов - Тодор Георгиев Попов - Тодор Рашков Лесев - Тръпчо Иванов Тръпчев - Христо Андонов Кузманов - Христо Тодоров Дедов - капитан Христо Иванов Иванов - капитан Христо Никифоров Момчев - капитан Христо Христов Стомоняков - Христо Кръстев Тодоров - капитан Христо Христов Тодоров - поручик Христо х.Генов - Цанко Моев Кадийски - капитан д-р Цветан Пенев Дяков - Цветан Йотов Иванов - Цветко Стоянов Цветков - Цеко Иванов Николчев - Цоко Василев Цоков - полковник Янко Антонов Бошнаков - подпоручик Янко Иванов Петров - поручик Янко Иванов Янчев |